# Sedum oxypetalum
Sedum oxypetalum là một loài thực vật có hoa trong họ Crassulaceae. Loài này được Kunth miêu tả khoa học đầu tiên năm 1823.